# Илецк Второй
Илецк Второй — железнодорожная станция в Соль-Илецком городском округе Оренбургской области, ранее в составе бывшего Саратовского сельсовета Соль-Илецкого района.

## География
Находится на железнодорожном перегоне станция Илецк-1 — станция Маячная на расстоянии примерно 5 километров по прямой на северо-запад от окружного центра города Соль-Илецк.

## Климат
Климат континентальный с холодной часто малоснежной зимой и жарким, сухим летом. Средняя зимняя температура −15,8 °C; Средняя летняя температура +21,2 °C. Абсолютный минимум температур −44 °C. Абсолютный максимум температур +42 °C. Среднегодовое количество осадков составляет 320 мм.

## История
Станционный посёлок был основан у железнодорожной станции летом 1936 года. Прокладка линии Илецк-Уральск началась ещё в январе 1914 года, но строительство пришлось в 1916-м году прекратить, так как не хватало ни людей, ни техники. Восстановили станцию Илецк Второй лишь в 1936 году.

## Население
Постоянное население составляло 107 человек в 2002 году (37 % русские, 49 % казахи), 106 в 2010 году.